# Esala Masi
Pour les articles homonymes, voir Masi.
Esala Masinisau dit Esala Masi, né le 9 mars 1974, est un footballeur international fidjien. Il évoluait au poste d'attaquant. 
Il est le fidjien le plus sélectionné (35 sélections) et le meilleur buteur de la sélection (23 buts).